# Großer Preis von Österreich 1983
Der Große Preis von Österreich 1983 (offiziell XXI Holiday Großer Preis von Osterreich) fand am 14. August auf dem Österreichring in der Nähe von Zeltweg statt und war das elfte Rennen der Formel-1-Weltmeisterschaft 1983.

## Berichte

### Hintergrund
Obwohl lediglich eine Woche zwischen dem Großen Preis von Deutschland und dem elften WM-Lauf in Österreich lag, stellte Tyrrell ein erstes Exemplar des neuen 012 fertig. Michele Alboreto pilotierte den Wagen.
Eddie Cheever bestritt seinen 50. Grand Prix.

### Training
Das Training wurde erneut von den beiden Ferrari-Piloten dominiert, wobei René Arnoux sich erneut seinem Teamkollegen Patrick Tambay geschlagen geben musste. Nigel Mansell erreichte im Lotus 94T den dritten Startplatz neben Brabham-Pilot Nelson Piquet. Alain Prost folgte vor Riccardo Patrese, Bruno Giacomelli und Cheever.
Wie bereits seit mehreren Rennwochenenden üblich, befand sich kein Fahrer eines Wagens mit Saugmotor unter den Top Ten der Startaufstellung. Niki Lauda belegte als bester dieser Piloten den 14. Platz.

### Rennen
Während Tambay vor Arnoux, Piquet, Prost und Mansell in Führung ging, kollidierten Elio de Angelis und Giacomelli. Weiter hinten im Feld prallte Piercarlo Ghinzani in den Williams FW08C von Jacques Laffite und schob diesen dadurch gegen den Arrows A6 von Marc Surer, der infolgedessen mit Danny Sullivan kollidierte. Um nicht ebenfalls in diesen Unfall verwickelt zu werden, musste Corrado Fabi scharf abbremsen. Der unmittelbar folgende John Watson konnte darauf nicht rechtzeitig reagieren und prallte in das Heck des Osella-Piloten. Drei der acht an den Kollisionen beteiligten Piloten schieden sofort aus, Giacomelli musste kurz darauf aufgrund von Folgeschäden aufgeben.
Während die Ferrari-Doppelführung weiterhin bestand, duellierten sich Piquet und Prost dahinter um den dritten Rang. Als das Führungs-Duo in der 21. Runde auf den zu überrundenden Jean-Pierre Jarier auflief, wurde Tambay stark behindert. Arnoux nutzte diese Gelegenheit, um in Führung zu gehen. Auch Piquet gelangte an Tambay vorbei.
Da die Boxenstopps zum Nachtanken und Reifenwechseln vom Brabham-Team schneller durchgeführt wurden, als von Ferrari, konnte Piquet sich in der 28. Runde an die Spitze setzen. Nachdem Tambay aufgrund eines Öllecks ausgeschieden war und Piquet in Runde 38 wegen eines Motorproblems zurückfiel, gelangte Arnoux wieder in Führung vor Prost, der rasch aufholte. In der 48. Runde zog dieser an seinem Landsmann vorbei und siegte.
Hinter Arnoux belegte Piquet am Ende den dritten Platz vor Cheever, Mansell und Lauda.

## Meldeliste
| Team                           | Nr. | Fahrer             | Chassis         | Motor                    | Reifen |
| ------------------------------ | --- | ------------------ | --------------- | ------------------------ | ------ |
| TAG Williams Team              | 01  | Keke Rosberg       | Williams FW08C  | Ford Cosworth DFV 3.0 V8 | G      |
| TAG Williams Team              | 02  | Jacques Laffite    | Williams FW08C  | Ford Cosworth DFV 3.0 V8 | G      |
| Benetton Tyrrell Team          | 03  | Michele Alboreto   | Tyrrell 012     | Ford Cosworth DFV 3.0 V8 | G      |
| Benetton Tyrrell Team          | 04  | Danny Sullivan     | Tyrrell 011B    | Ford Cosworth DFV 3.0 V8 | G      |
| Fila Sport                     | 05  | Nelson Piquet      | Brabham BT52B   | BMW M12/13 1.5 L4t       | M      |
| Fila Sport                     | 06  | Riccardo Patrese   | Brabham BT52B   | BMW M12/13 1.5 L4t       | M      |
| Marlboro McLaren International | 07  | John Watson        | McLaren MP4/1C  | Ford Cosworth DFV 3.0 V8 | M      |
| Marlboro McLaren International | 08  | Niki Lauda         | McLaren MP4/1C  | Ford Cosworth DFV 3.0 V8 | M      |
| Team ATS                       | 09  | Manfred Winkelhock | ATS D6          | BMW M12/13 1.5 L4t       | G      |
| John Player Team Lotus         | 11  | Elio de Angelis    | Lotus 94T       | Renault EF1 1.5 V6t      | P      |
| John Player Team Lotus         | 12  | Nigel Mansell      | Lotus 94T       | Renault EF1 1.5 V6t      | P      |
| Équipe Renault Elf             | 15  | Alain Prost        | Renault RE40    | Renault EF1 1.5 V6t      | M      |
| Équipe Renault Elf             | 16  | Eddie Cheever      | Renault RE40    | Renault EF1 1.5 V6t      | M      |
| RAM Automotive Team March      | 17  | Kenny Acheson      | RAM 01          | Ford Cosworth DFV 3.0 V8 | P      |
| Marlboro Team Alfa Romeo       | 22  | Andrea de Cesaris  | Alfa Romeo 183T | Alfa Romeo 890T 1.5 V8t  | M      |
| Marlboro Team Alfa Romeo       | 23  | Mauro Baldi        | Alfa Romeo 183T | Alfa Romeo 890T 1.5 V8t  | M      |
| Équipe Ligier Gitanes          | 25  | Jean-Pierre Jarier | Ligier JS21     | Ford Cosworth DFV 3.0 V8 | M      |
| Équipe Ligier Gitanes          | 26  | Raul Boesel        | Ligier JS21     | Ford Cosworth DFV 3.0 V8 | M      |
| Scuderia Ferrari SpA SEFAC     | 27  | Patrick Tambay     | Ferrari 126C3   | Ferrari 021 1.5 V6t      | G      |
| Scuderia Ferrari SpA SEFAC     | 28  | René Arnoux        | Ferrari 126C3   | Ferrari 021 1.5 V6t      | G      |
| Arrows Racing Team             | 29  | Marc Surer         | Arrows A6       | Ford Cosworth DFV 3.0 V8 | G      |
| Arrows Racing Team             | 30  | Thierry Boutsen    | Arrows A6       | Ford Cosworth DFV 3.0 V8 | G      |
| Osella Squadra Corse           | 31  | Corrado Fabi       | Osella FA1E     | Alfa Romeo 1260 3.0 V12  | M      |
| Osella Squadra Corse           | 32  | Piercarlo Ghinzani | Osella FA1E     | Alfa Romeo 1260 3.0 V12  | M      |
| Theodore Racing Team           | 33  | Roberto Guerrero   | Theodore N183   | Ford Cosworth DFV 3.0 V8 | G      |
| Theodore Racing Team           | 34  | Johnny Cecotto     | Theodore N183   | Ford Cosworth DFV 3.0 V8 | G      |
| Candy Toleman Motorsport       | 35  | Derek Warwick      | Toleman TG183B  | Hart 415T 1.5 L4t        | P      |
| Candy Toleman Motorsport       | 36  | Bruno Giacomelli   | Toleman TG183B  | Hart 415T 1.5 L4t        | P      |
| Spirit Racing                  | 40  | Stefan Johansson   | Spirit 201C     | Honda RA163-E 1.5 V6t    | G      |

## Klassifikationen

### Qualifying
| Pos. | Fahrer             | Konstrukteur      | Qualifikationstraining 1 | Qualifikationstraining 1 | Qualifikationstraining 2 | Qualifikationstraining 2 | Start |
| Pos. | Fahrer             | Konstrukteur      | Zeit                     | Ø-Geschwindigkeit        | Zeit                     | Ø-Geschwindigkeit        | Start |
| ---- | ------------------ | ----------------- | ------------------------ | ------------------------ | ------------------------ | ------------------------ | ----- |
| 01   | Patrick Tambay     | Ferrari           | 1:30,358                 | 236,738 km/h             | 1:29,871                 | 238,021 km/h             | 01    |
| 02   | René Arnoux        | Ferrari           | 1:29,995                 | 237,693 km/h             | 1:29,935                 | 237,852 km/h             | 02    |
| 03   | Nigel Mansell      | Lotus-Renault     | 1:31,263                 | 234,391 km/h             | 1:30,457                 | 236,479 km/h             | 03    |
| 04   | Nelson Piquet      | Brabham-BMW       | 1:31,912                 | 232,736 km/h             | 1:30,566                 | 236,195 km/h             | 04    |
| 05   | Alain Prost        | Renault           | 1:30,841                 | 235,480 km/h             | 1:32,187                 | 232,041 km/h             | 05    |
| 06   | Riccardo Patrese   | Brabham-BMW       | 1:31,770                 | 233,096 km/h             | 1:31,440                 | 233,937 km/h             | 06    |
| 07   | Bruno Giacomelli   | Toleman-Hart      | 1:33,333                 | 229,192 km/h             | 1:31,693                 | 233,292 km/h             | 07    |
| 08   | Eddie Cheever      | Renault           | 1:31,695                 | 233,286 km/h             | 1:31,962                 | 232,609 km/h             | 08    |
| 09   | Mauro Baldi        | Alfa Romeo        | 1:31,802                 | 233,015 km/h             | 1:31,769                 | 233,098 km/h             | 09    |
| 10   | Derek Warwick      | Toleman-Hart      | 1:32,888                 | 230,290 km/h             | 1:31,962                 | 232,609 km/h             | 10    |
| 11   | Andrea de Cesaris  | Alfa Romeo        | 1:32,359                 | 231,609 km/h             | 1:32,720                 | 230,708 km/h             | 11    |
| 12   | Elio de Angelis    | Lotus-Renault     | 1:34,818                 | 225,603 km/h             | 1:32,451                 | 231,379 km/h             | 12    |
| 13   | Manfred Winkelhock | ATS-BMW           | 1:33,754                 | 228,163 km/h             | 1:33,211                 | 229,492 km/h             | 13    |
| 14   | Niki Lauda         | McLaren-Ford      | 1:34,518                 | 226,319 km/h             | 1:36,604                 | 221,432 km/h             | 14    |
| 15   | Keke Rosberg       | Williams-Ford     | 1:36,136                 | 222,510 km/h             | 1:35,380                 | 224,273 km/h             | 15    |
| 16   | Stefan Johansson   | Spirit-Honda      | 1:40,330                 | 213,208 km/h             | 1:35,892                 | 223,076 km/h             | 16    |
| 17   | John Watson        | McLaren-Ford      | 1:36,059                 | 222,688 km/h             | 1:36,141                 | 222,498 km/h             | 17    |
| 18   | Michele Alboreto   | Tyrrell-Ford      | 1:36,347                 | 222,022 km/h             | 1:36,079                 | 222,642 km/h             | 18    |
| 19   | Thierry Boutsen    | Arrows-Ford       | 1:37,253                 | 219,954 km/h             | 1:36,357                 | 221,999 km/h             | 19    |
| 20   | Jean-Pierre Jarier | Ligier-Ford       | 1:36,435                 | 221,820 km/h             | 1:36,437                 | 221,815 km/h             | 20    |
| 21   | Roberto Guerrero   | Theodore-Ford     | 1:36,918                 | 220,714 km/h             | 1:36,532                 | 221,597 km/h             | 21    |
| 22   | Marc Surer         | Arrows-Ford       | 1:37,175                 | 220,131 km/h             | 1:36,619                 | 221,397 km/h             | 22    |
| 23   | Danny Sullivan     | Tyrrell-Ford      | 1:37,858                 | 218,594 km/h             | 1:36,772                 | 221,047 km/h             | 23    |
| 24   | Jacques Laffite    | Williams-Ford     | 1:37,546                 | 219,293 km/h             | 1:37,017                 | 220,489 km/h             | 24    |
| 25   | Piercarlo Ghinzani | Osella-Alfa Romeo | 1:38,455                 | 217,269 km/h             | 1:37,117                 | 220,262 km/h             | 25    |
| 26   | Corrado Fabi       | Osella-Alfa Romeo | 1:37,650                 | 219,060 km/h             | 1:37,217                 | 220,036 km/h             | 26    |
| DNQ  | Raul Boesel        | Ligier-Ford       | 1:37,400                 | 219,622 km/h             | 1:37,554                 | 219,275 km/h             | –     |
| DNQ  | Johnny Cecotto     | Theodore-Ford     | 1:37,677                 | 218,999 km/h             | 1:37,497                 | 219,404 km/h             | –     |
| DNQ  | Kenny Acheson      | RAM-Ford          | 1:38,974                 | 216,129 km/h             | 1:39,138                 | 215,772 km/h             | –     |

### Rennen
| Pos. | Fahrer             | Konstrukteur      | Runden | Stopps | Zeit        | Start | Schnellste Runde |
| ---- | ------------------ | ----------------- | ------ | ------ | ----------- | ----- | ---------------- |
| 01   | Alain Prost        | Renault           | 53     | 1      | 1:24:32,745 | 05    | 1:33,961 (20.)   |
| 02   | René Arnoux        | Ferrari           | 53     | 1      | + 6,835     | 02    | 1:34,123         |
| 03   | Nelson Piquet      | Brabham-BMW       | 53     | 1      | + 27,659    | 04    | 1:34,004         |
| 04   | Eddie Cheever      | Renault           | 53     | 1      | + 28,395    | 08    | 1:34,351         |
| 05   | Nigel Mansell      | Lotus-Renault     | 52     | 1      | + 1 Runde   | 03    | 1:34,976         |
| 06   | Niki Lauda         | McLaren-Ford      | 51     | 1      | + 2 Runden  | 14    | 1:37,552         |
| 07   | Jean-Pierre Jarier | Ligier-Ford       | 51     | 1      | + 2 Runden  | 20    | 1:38,074         |
| 08   | Keke Rosberg       | Williams-Ford     | 51     | 1      | + 2 Runden  | 15    | 1:38,176         |
| 09   | John Watson        | McLaren-Ford      | 51     | 2      | + 2 Runden  | 17    | 1:37,845         |
| 10   | Corrado Fabi       | Osella-Alfa Romeo | 50     | 0      | + 3 Runden  | 26    | 1:40,341         |
| 11   | Piercarlo Ghinzani | Osella-Alfa Romeo | 49     | 0      | + 4 Runden  | 25    | 1:42,189         |
| 12   | Stefan Johansson   | Spirit-Honda      | 48     | 2      | + 5 Runden  | 16    | 1:39,450         |
| 13   | Thierry Boutsen    | Arrows-Ford       | 48     | 1      | + 5 Runden  | 19    | 1:38,586         |
| –    | Manfred Winkelhock | ATS-BMW           | 33     | 1      | DNF         | 13    | 1:36,548         |
| –    | Andrea de Cesaris  | Alfa Romeo        | 31     | 0      | DNF         | 11    | 1:34,929         |
| –    | Patrick Tambay     | Ferrari           | 30     | 0      | DNF         | 01    | 1:34,002         |
| –    | Riccardo Patrese   | Brabham-BMW       | 29     | 1      | DNF         | 06    | 1:34,299         |
| –    | Roberto Guerrero   | Theodore-Ford     | 25     | 0      | DNF         | 21    | 1:40,171         |
| –    | Jacques Laffite    | Williams-Ford     | 21     | 1      | DNF         | 24    | 1:39,952         |
| –    | Mauro Baldi        | Alfa Romeo        | 13     | 0      | DNF         | 09    | 1:35,514         |
| –    | Michele Alboreto   | Tyrrell-Ford      | 8      | 0      | DNF         | 18    | 1:39,179         |
| –    | Derek Warwick      | Toleman-Hart      | 2      | 0      | DNF         | 10    | 1:46,919         |
| –    | Bruno Giacomelli   | Toleman-Hart      | 1      | 0      | DNF         | 07    | 2:20,130         |
| –    | Elio de Angelis    | Lotus-Renault     | 0      | 0      | DNF         | 12    | –                |
| –    | Marc Surer         | Arrows-Ford       | 0      | 0      | DNF         | 22    | –                |
| –    | Danny Sullivan     | Tyrrell-Ford      | 0      | 0      | DNF         | 23    | –                |

## WM-Stände nach dem Rennen
Die ersten sechs des Rennens bekamen 9, 6, 4, 3, 2 bzw. 1 Punkt(e). In der Fahrerwertung wurden die besten elf Resultate, in der Konstrukteurswertung alle Resultate gewertet.

### Fahrerwertung
| Pos. | Fahrer            | Konstrukteur  | Punkte |
| ---- | ----------------- | ------------- | ------ |
| 01   | Alain Prost       | Renault       | 51     |
| 02   | Nelson Piquet     | Brabham-BMW   | 37     |
| 03   | René Arnoux       | Ferrari       | 34     |
| 04   | Patrick Tambay    | Ferrari       | 31     |
| 05   | Keke Rosberg      | Williams-Ford | 25     |
| 06   | John Watson       | McLaren-Ford  | 18     |
| 07   | Eddie Cheever     | Renault       | 17     |
| 08   | Niki Lauda        | McLaren-Ford  | 12     |
| 09   | Jacques Laffite   | Williams-Ford | 11     |
| 10   | Michele Alboreto  | Tyrrell-Ford  | 9      |
| 11   | Andrea de Cesaris | Alfa Romeo    | 6      |
| 12   | Nigel Mansell     | Lotus-Ford    | 6      |
| 13   | Riccardo Patrese  | Brabham-BMW   | 4      |
| 14   | Marc Surer        | Arrows-Ford   | 4      |
| 15   | Danny Sullivan    | Tyrrell-Ford  | 2      |
| 16   | Mauro Baldi       | Alfa Romeo    | 1      |

| Pos. | Fahrer             | Konstrukteur      | Punkte |
| ---- | ------------------ | ----------------- | ------ |
| 17   | Johnny Cecotto     | Theodore-Ford     | 1      |
| 18   | Thierry Boutsen    | Arrows-Ford       | 0      |
| 19   | Jean-Pierre Jarier | Ligier-Ford       | 0      |
| 20   | Chico Serra        | Arrows-Ford       | 0      |
| 21   | Derek Warwick      | Toleman-Hart      | 0      |
| 22   | Raul Boesel        | Ligier-Ford       | 0      |
| 23   | Bruno Giacomelli   | Toleman-Hart      | 0      |
| 24   | Elio de Angelis    | Alfa Romeo        | 0      |
| 25   | Manfred Winkelhock | ATS-BMW           | 0      |
| 26   | Corrado Fabi       | Osella-Ford       | 0      |
| 27   | Piercarlo Ghinzani | Osella-Alfa Romeo | 0      |
| 28   | Stefan Johansson   | Spirit-Honda      | 0      |
| 29   | Eliseo Salazar     | RAM-Ford          | 0      |
| 30   | Roberto Guerrero   | Theodore-Ford     | 0      |
| –    | Alan Jones         | Arrows-Ford       | 0      |

### Konstrukteurswertung
| Pos. | Konstrukteur        | Punkte |
| ---- | ------------------- | ------ |
| 01   | Renault             | 68     |
| 02   | Ferrari             | 65     |
| 03   | Brabham-BMW         | 41     |
| 05   | Williams-Ford       | 36     |
| 04   | McLaren-Ford        | 30     |
| 06   | Tyrrell-Ford        | 11     |
| 07   | Alfa Romeo          | 7      |
| 08   | Lotus-Ford/-Renault | 6      |

| Pos. | Konstrukteur            | Punkte |
| ---- | ----------------------- | ------ |
| 09   | Arrows-Ford             | 4      |
| 10   | Theodore-Ford           | 1      |
| 11   | Ligier-Ford             | 0      |
| 12   | Toleman-Hart            | 0      |
| 13   | ATS-BMW                 | 0      |
| 14   | Osella-Ford/-Alfa Romeo | 0      |
| 15   | Spirit-Honda            | 0      |
| 16   | RAM-Ford                | 0      |